# Bartramia curta
Bartramia curta là một loài rêu trong họ Bartramiaceae. Loài này được Hampe Müll. Hal. mô tả khoa học đầu tiên năm 1900.